# Catarismo

La croce occitana, simbolo della Contea di Tolosa dove si diffuse il Catarismo

Il catarismo è stato un movimento ereticale cristiano, diffuso in diverse zone dell'Europa (Linguadoca e Occitania in Francia, Italia, Bosnia, Bulgaria e impero bizantino) durante il Medioevo, attivo dal X al XIV secolo.
I catari professavano una dottrina dualista che contrapponeva il bene spirituale al male materiale, rifiutando le ricchezze, la corruzione del clero e i sacramenti della Chiesa cattolica. Considerati eretici da Roma, furono duramente perseguitati, culminando con la crociata albigese e l'Inquisizione, che portarono alla loro quasi totale estinzione.

## Origini
Il termine deriva dal latino medievale cathărus (prestito dal greco καθαρός, «puro»), con il quale si autodefinirono per primi i seguaci del vescovo Novaziano elettosi antipapa nel 251; per questa ragione il termine katharoi fu citato per la prima volta in un documento ufficiale della Chiesa Cristiana nei canoni del Concilio di Nicea del 325.
Una proposta etimologica medievale del termine «catari» (Alano di Lilla - 1200 circa), prevede che il termine derivi da un non attestato greco katha (spurgo) o da una inconsueta grafia cathus per cattus (gatto) in relazione alla presunta abitudine dei catari di adorare i gatti come incarnazione di Lucifero.
I nomi «càtari» o «albigesi» (dal nome della cittadina francese di Albi) furono successivamente utilizzati per indicare le persone coinvolte nel sostegno culturale o religioso del movimento religioso sorto intorno al XII secolo in Occitania.
Fu proprio per contenere l'estendersi del fenomeno cataro che, dopo infruttuosi tentativi da parte di alcuni legati papali, Domenico di Guzmán concepì un nuovo modo di predicazione: per combattere i Càtari bisognava usare i loro stessi principi, vale a dire, oltre alla predicazione, operare in povertà, umiltà e carità. Questa nuova formula portò Domenico, dieci anni più tardi, alla fondazione dell'ordine domenicano.
Data l'inefficacia di questi interventi di tipo non violento, papa Innocenzo III bandì contro di essi nel 1208 una vera e propria crociata, la prima indetta da cristiani contro cristiani. L'errore fu, per i catari, riunirsi in chiese alla pari della chiesa di Roma. Nonostante questo, nel 1229 i catari dovettero istituire un quinto vescovado, dato l'aumento numerico dei fedeli. Per rimediare all'inefficacia religiosa della crociata e per debellare l'eresia catara fu appositamente creato da papa Gregorio IX il Tribunale dell'Inquisizione, che impiegò settant'anni ad estirpare il catarismo dal sud della Francia.

## La dottrina dualistica

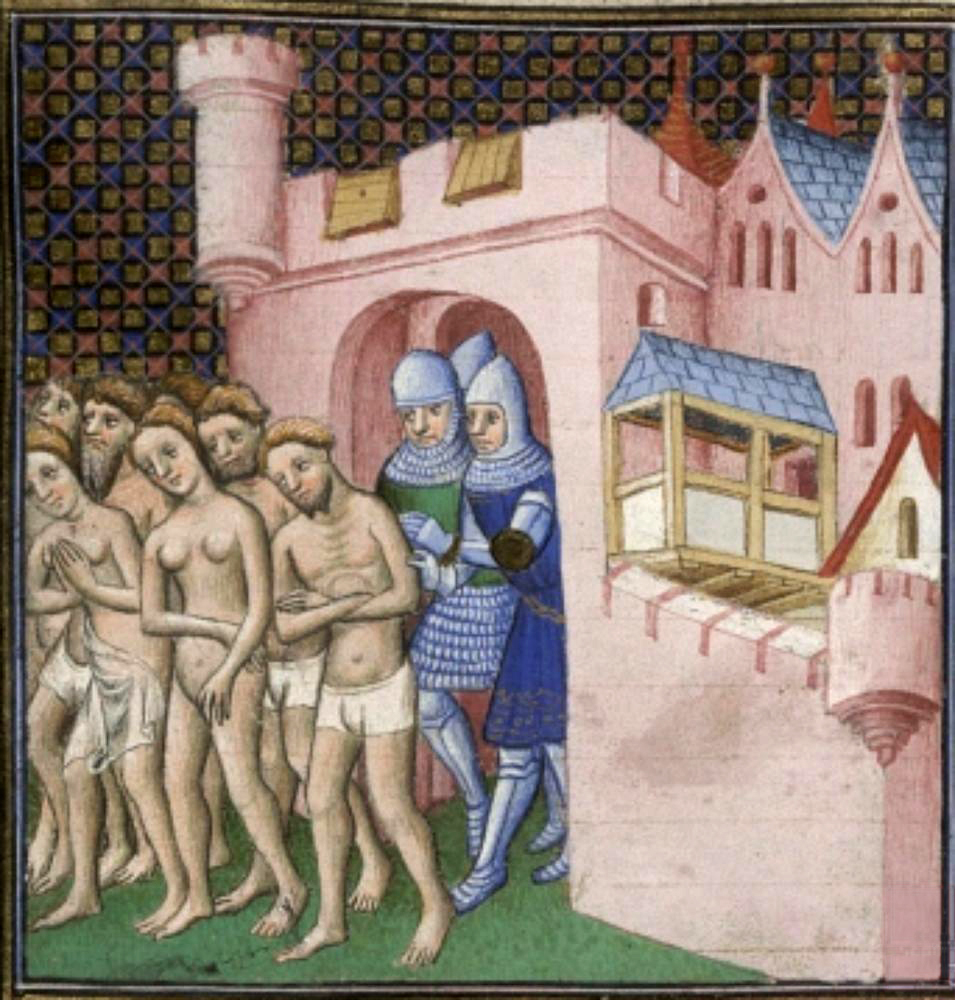
I catari cacciati da Carcassonne nel 1209

Il catarismo si diffuse nel basso Medioevo, e in particolare tra il 1150 e il 1250. La dottrina dei catari dualista si fondava essenzialmente sul rapporto oppositivo tra materia e spirito e fu assimilata al suo apparire a quella del manicheismo e dei Bogomili dei Balcani: con questi ultimi in effetti aveva molti punti in comune. Le derivazioni manichee, pauliciane e bogomile dei catari erano forse giunte fino in Europa all'inizio del XII secolo, tramite l'Impero bizantino e i Balcani o tramite i crociati e i pellegrini che tornavano dalla Terra Santa: i fedeli catari erano infatti detti anche "bulgari".
Alcune similitudini con il movimento patarino (che lottò per una Chiesa di poveri ed uguali) fecero sì che i due movimenti finissero per essere confusi nell'opinione pubblica.
Appoggiandosi ad alcuni passi del Vangelo, in particolare quelli in cui Gesù sottolinea l'irriducibile opposizione tra il Suo Regno celeste e il regno di questo mondo, i catari rifiutavano del tutto i beni materiali e tutte le espressioni della carne. Professavano un dualismo in base al quale il Re d'amore (Dio) e il re del male (Rex mundi) rivaleggiavano a pari dignità per il dominio delle anime umane; secondo i catari, Gesù avrebbe avuto solo in apparenza un corpo mortale (docetismo). Essi svilupparono così alcune opposizioni irriducibili, tra Spirito e Materia, tra Luce e Tenebra, tra Bene e Male, all'interno delle quali tutto il creato diventava una sorta di grande tranello di Satana (una sorta di Anti-Dio diverso dalla concezione cristiana) nel quale il Maligno irretiva lo spirito umano contro le sue inclinazioni rette, verso lo Spirito e verso il Tutto. Lo stesso Dio-creatore dell'Antico Testamento corrispondeva al dio malvagio, a Satana. Basandosi su questi principi rifiutavano di mangiare carne e uova e rinunciavano perfino al coito: il sesso era infatti considerato cosa tanto malefica che perfino il matrimonio era per essi peccaminoso poiché serviva solo ad aumentare il numero degli schiavi di Satana.
Pur convinti della divinità di Cristo, gli albigesi sostenevano che egli fosse apparso sulla Terra come un angelo (un eone emanato dal Dio e dalla Luce) di sembianze umane (di natura angelica era considerata anche Maria), e accusavano la Chiesa cattolica di essere al servizio di Satana, perché corrotta e attaccata ai beni materiali.
Credendo nella deviazione dalla vera fede della Chiesa di Roma, i catari crearono una propria istituzione ecclesiastica, parallela a quella ufficiale presente sul territorio.
La convinzione che tutto il mondo materiale fosse opera del Male comportava il rifiuto del battesimo d'acqua, dell'eucaristia e del matrimonio, suggellato dall'unione carnale. L'atto sessuale era da evitare in quanto responsabile della nascita di una persona considerata prigione per lo spirito.
Allo stesso modo era proibito ogni alimento originato da un atto sessuale (carni di animali a sangue caldo, latte, uova), ad eccezione del pesce, di cui in epoca medievale non era ancora conosciuta la riproduzione sessuale.
L'origine delle funzioni del corpo umano era per loro diabolica, in quanto esse sono connesse con la materia, donde l'affermazione dello storico dell'Inquisizione Henry Charles Lea, secondo il quale
Era quindi proibito ai Catari collaborare in qualsiasi modo alla realizzazione di quelli che essi ritenevano i piani di Satana. La massima vittoria del Bene contro il Male era la morte, che liberava lo spirito dalla materia, e la perfezione per il càtaro era raggiunta quando ci si lasciava morire di fame (endura).
A seconda del contenuto della fede professata, Ioan Petru Culianu distingue tra Catari “moderati” e “radicali”. Per i moderati il Diavolo non è creatore del mondo ma solo architetto, con il permesso di Dio; la loro dottrina deriva dal bogomilismo. I Catari radicali invece sostengono l’esistenza di due principi opposti, l’uno buono e l’altro cattivo, che hanno dato luogo a mondi distinti; le anime umane preesistono alla nascita, essendo anime di angeli decaduti imprigionate da Lucifero in corpi materiali, e destinate a reincarnarsi fino alla liberazione; tale dottrina ha molte analogie con quella origenista da cui in qualche modo deriverebbe. In Italia la maggiore chiesa di Catari radicali era quella degli “Albanesi” di Desenzano, il cui principale maestro era Giovanni di Lugio.

## Struttura e aspetti liturgici
La propaganda catara ebbe una forte presa tra i ceti più umili, gli stessi che avevano fatto la forza dei patarini, ma anche tra le élite nobili più acculturate, che proteggevano attivamente questo movimento ereticale. Essi attirarono nuovi adepti nel clima di delusione seguito alla riforma gregoriana, che aveva mancato di riformare la Chiesa secondo la povertà predicata da Cristo e ritenuta tipica del cristianesimo delle origini.
Le comunità di fedeli erano divise in "credenti" (simpatizzanti, non tenuti ad applicare tutte le norme della disciplina catara), che si chiamavano «Buoni Uomini», «Buone Donne» o «Buoni Cristiani» e quelli che per l'Inquisizione erano i "perfetti", coloro cioè che praticavano la rinuncia ad ogni proprietà e vivevano unicamente di elemosina. Gli unici che potevano rivolgersi a Dio con la preghiera erano i perfetti, mentre i semplici credenti potevano sperare di divenire perfetti con un lungo cammino di iniziazione, seguito dalla comunicazione dello Spirito Santo, il consolamentum, mediante l'imposizione delle mani. Questo era uno dei pochi sacramenti càtari, tra i quali vi era anche una sorta di confessione collettiva periodica.
L'Uomo e la Donna costituiscono l'Essere Umano. Questo era il pensiero che animava la comunità catara e si rispecchia nel fatto che i cosiddetti "perfetti" potevano essere sia uomo che donna.
Tra i perfetti esisteva comunque una gerarchia facente capo ai vari vescovi di ogni provincia (assistiti da coloro che venivano detti il "Figlio Maggiore" e il "Figlio Minore") e ai vari diaconi delle comunità catare.
Dal punto di vista dell'organizzazione sociale:
(Tratto dal Capitolo II, Il socialismo nelle eresie, pp. 36-43, del volume Il Socialismo come fenomeno storico mondiale, di Igor Safarevic, presentazione di Aleksandr Isaevič Solženicyn, La Casa di Matriona, Milano 1980)

## Crociata contro gli albigesi
Inizialmente la gerarchia cattolica tollerò l'eresia, cercando di contrastarla con la predicazione e l'educazione catechistica. I primi atti di repressione violenta furono invece praticati dal potere politico (re e feudatari) che tentarono di bloccare la diffusione dell'eresia che scardinava le basi sociali (famiglia e società civile) oltre che punire gli eretici violenti che devastavano chiese e monasteri creando grave disordine sociale. Il re di Francia Roberto il Pio fu il primo sovrano a condannare a morte dei catari responsabili di violenze nel 1017. Pochi anni dopo l'imperatore Enrico III fece impiccare alcuni eretici catari. Nei Paesi Bassi un tale Tanchelmo di idee catare si circondò di tremila proseliti e portò scompiglio e devastazione in tutta la regione; la repressione condotta dal duca di Lorena fu terribile.
Il catarismo si diffuse in vaste regioni della Francia meridionale e dell'Italia settentrionale, con punte di elevata densità nella Linguadoca, nella Provenza e nella Lombardia. Nel terzo Concilio Lateranense, convocato da papa Alessandro III a Roma nel marzo 1179, venne condannato il catarismo; i Catari e i loro protettori furono colpiti da anatema, i loro beni confiscati e si invitarono i principi secolari a porre gli eretici nella debita soggezione, disponendo inoltre un'indulgenza biennale, o più ampia a discrezione dei vescovi, a beneficio di coloro che prendevano le armi contro i Catari, accusati di professare dottrine eterodosse e di sovvertire l'ordine sociale: «Ora in Guascogna, ad Albi, nella regione di Tolosa e in altri luoghi la maledetta perversità degli eretici, chiamati da alcuni Catari, da altri Patarini, Pubblicani e in altri modi ancora, ha talmente preso piede, che ormai non professano in segreto, come alcuni, la loro malvagia dottrina, ma proclamano pubblicamente il loro errore e si conquistano dei seguaci tra i semplici i deboli; ordiniamo che essi, i loro difensori e i loro protettori siano colpiti da anatema, proibiamo a chiunque di accoglierli nella propria casa o nelle proprie terre, di aiutarli di esercitare con essi il commercio. Se poi morissero con questo peccato, nessuno potrà richiamarsi a privilegi concessi da noi o invocare qualche indulto per offrire la messa in loro suffragio o ammetterli alla sepoltura cristiana». Dopo l'elezione al soglio pontificio di Innocenzo III, nel 1198, la Chiesa reagì in modo violento e repressivo al diffondersi dell'eresia. Il Pontefice intervenne in Italia, ma soprattutto in Linguadoca.
Nel 1200 affidò ad un legato di sua fiducia, Raniero da Ponza, la missione speciale della predica contro gli eretici nella Francia meridionale, nella Contea di Tolosa (catari albigesi in Linguadoca e Provenza), incaricandolo di procedere contro i ribelli con la scomunica e l'interdetto, ma con la possibilità di sciogliere dalla condanna i pentiti. Il Pontefice nutriva ancora la speranza di ottenere risultati positivi mediante l'intervento di questo cistercense, che aveva conosciuto direttamente il tormento e l'angoscia che caratterizzavano i movimenti ereticali. Raniero intervenne, ricorrendo a dure sanzioni: scomunica, esilio, confisca dei beni. Ma i Catari non si lasciarono convincere e persistettero nelle loro tesi gnostiche manichee, rifiutando ancora decisamente l'interpretazione cattolica delle scritture, i sacramenti ecclesiastici, la gerarchia e l'intero apparato dogmatico, rituale e organizzativo della Chiesa romana.
Innocenzo III inviò ancora invano, nel 1203, dei legati pontifici, con il compito di combattere l'eresia. L'uccisione nel 1208 del legato papale Pietro di Castelnau, di cui furono incolpati i Catari, fu la scintilla che scatenò la cosiddetta crociata contro gli albigesi. Essa, che negli intenti doveva limitarsi ad una rappresaglia contro i nemici della Chiesa si trasformò in una lunga guerra di conquista da parte dei baroni francesi del Nord ai danni delle contee provenzali. La crociata contro gli albigesi, che assunse la forma di un vero e proprio genocidio, terminò nel 1229 con la sconfitta del Sud, con strascichi che si protrassero fino al 1244 con la caduta della roccaforte catara di Montségur.

## I massacri
Nello scontro tra eretici e anti-eretici si giunse a gravi fatti di sangue. La prima vittoria delle forze crociate fu la presa di Béziers. Nella difesa della città morirono insieme qualche migliaio di catari e di cattolici. I numeri del massacro, amplificati dalla propaganda anti-eretica, contribuirono a dare ai Crociati la fama di invincibili, spargendo terrore negli avversari. Secondo i legati papali furono massacrate circa 20 000 persone, mentre gli stessi crociati, al loro rientro dal massacro, affermarono di aver sterminato "almeno un milione di persone" sia cattolici che catari, oltre che ebrei, uomini, donne, bambini, anziani.
Le fonti coeve più importanti sulla crociata contro gli Albigesi sono la cronaca redatta di Guillaume de Puylaurens e la Historia albigensis del monaco Pietro di Vaux de Cernay, che riferiscono il punto di vista dei crociati, e La Chanson de la Croisade albigeoise, che rispecchia invece i sentimenti degli abitanti della Francia meridionale. Quest'ultima fonte descrive in questi termini il massacro di Marmande del 1219:
Il cronista abate cistercense Cesario di Heisterbach riporta che - durante il massacro di Béziers - dei Catari trovarono rifugio con dei Cattolici in una chiesa. Secondo Pietro di Vaux de Cernay, nella chiesa Santa Maddalena erano presenti 7 000 persone che furono massacrate in quanto il legato pontificio Arnaud Amaury, non potendo distinguere gli eretici ma risoluto a non porre fine al massacro, ordinò quindi: 
()
Lo storico Jean Dumont ritiene che questa frase sia un falso basandosi su sue ricerche che smentirebbero anche la ricostruzione dei fatti fino ad ora tramandata: a Béziers non vi erano catari chiamati in quella regione albigesi, la crociata non sarebbe passata da Béziers e meno che mai sarebbero transitati dalla città «legati pontifici». Béziers sarebbe stata messa a sacco ma in anni precedenti la crociata contro gli albigesi e in un contesto del tutto differente che riguardava una guerra feudale tra due famiglie della zona, del tutto priva di motivazioni religiose. Anche il saggista cattolico Vittorio Messori ha proposto una differente lettura dei fatti, riducendone l'effettiva dimensione e contestualizzandoli all'interno dei rapporti intercorsi tra i Catari e la Chiesa di Roma. Tale presa di posizione ha innescato una polemica con il filologo Francesco Zambon.
L'ultima roccaforte dei catari, Montségur, fu espugnata nel 1244. L'antefatto fu il massacro di Avignonet, dove gli inquisitori Guglielmo Arnaud (frate Predicatore) e Stefano da Saint-Thibéry (frate Minore), con il loro seguito, furono trucidati nei loro giacigli in una vera e propria operazione militare, in cui fu accusato di essere implicato anche il conte di Tolosa, Raimondo VII. Quando si diffuse la notizia che gli autori del complotto si erano rifugiati a Montségur, il concilio di Béziers decise di togliere quella fortezza ai catari. L'assedio iniziò nel marzo del 1243 e si protrasse per un anno, finché un traditore, forse per denaro, rivelò agli assedianti una via d'ascesa segreta a una torre poco sorvegliata. I crociati riuscirono a impadronirsene inducendo i difensori della fortezza alla resa. La guarnigione militare fu lasciata libera mentre i catari furono processati. I "perfetti" dovevano abiurare o salire sul rogo. Più di 200 persone furono arse vive il 14 marzo 1244 in una località che porta ancora il nome di Pratz dels crematz (prato dei cremati).
Con l'unificazione della Francia meridionale sotto il controllo del re Luigi IX, venne meno la protezione dei feudatari locali nei confronti dei catari, che furono costretti alla clandestinità o alla fuga.
Nella seconda metà del XIII secolo la repressione colpì anche i catari presenti in Italia, fino ad allora protetti dall'imperatore Federico II in funzione anti-guelfa. Dopo la morte di Federico II e di Manfredi, con l'ascesa di Carlo d'Angiò e la sconfitta delle forze ghibelline, la presenza catara fu soffocata ad opera degli inquisitori in molte città italiane contemporaneamente: Viterbo, Orvieto, Firenze, Vicenza, Treviso, Milano. Esecuzioni di Catari si ebbero anche a Concorezzo e a Desenzano nel 1276 per mano degli Scaligeri. Come nel 1233 quando furono arsi oltre 60 cittadini di alto livello membri del Movimento dell'Alleluia, forse in Piazza Bra, nel 1278, il 13 febbraio furono messi al rogo circa 170 tra uomini e donne all'interno dell'Arena.
Nei primi decenni del Trecento, in Italia come in Provenza, il Catarismo si estinse.

## I luoghi dei Catari

Le vie dei castelli catari

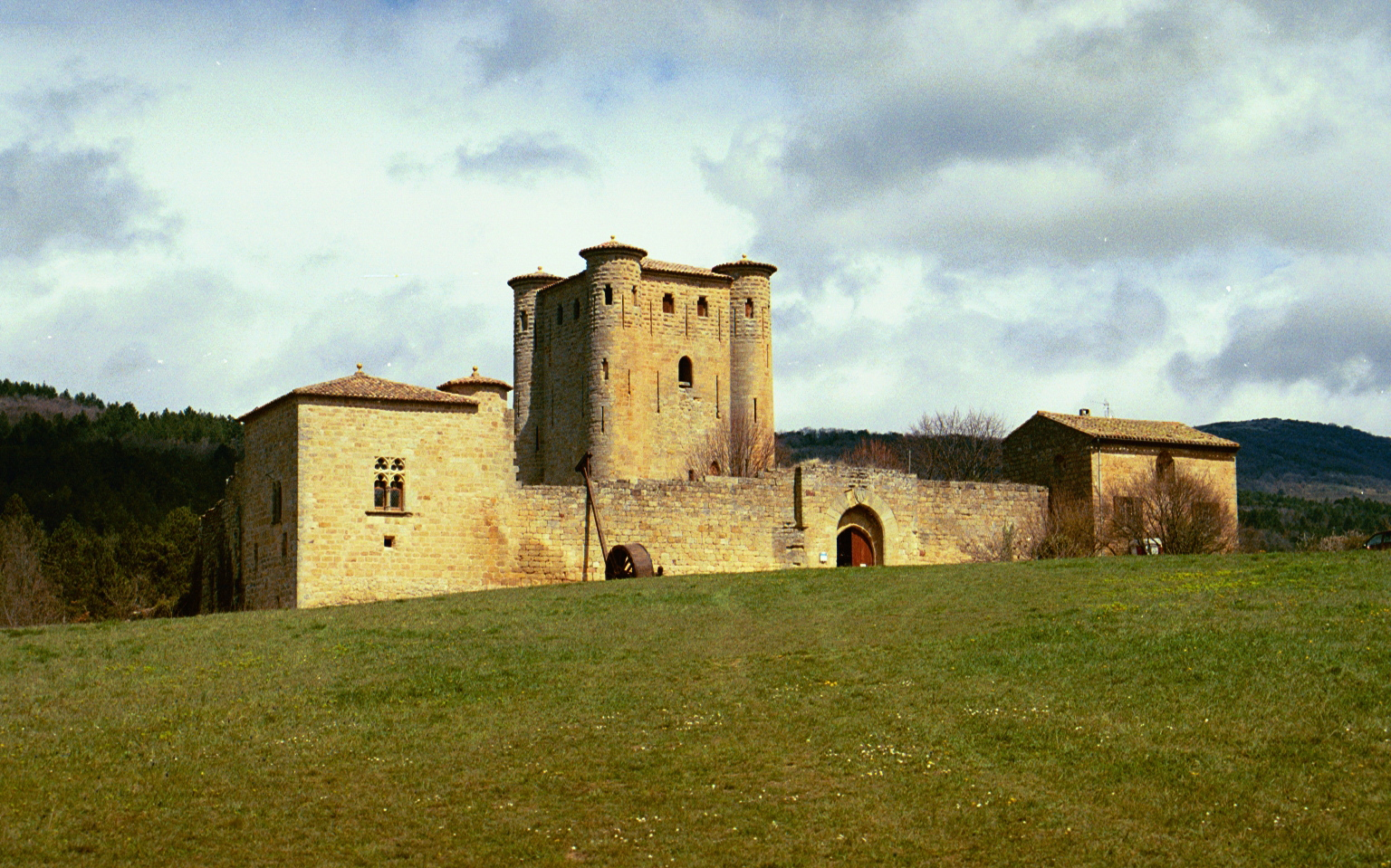
Château d'Arques

Verso la fine dell'XI secolo si diffusero nelle regioni della Linguadoca-Rossiglione, dove insediarono delle chiese, ad Albi, Carcassonne e Tolosa; quest'ultima si fece promotrice anche di un importante Concilio cataro, a Saint-Félix de Lauragais.
Principali castelli catari nel Linguadoca-Rossiglione erano Montségur, Puivert, Puilaurens, Queribus, Peyrepertuse e Lastours. È bene precisare che i ruderi dei castelli a noi pervenuti non appartengono alle originali costruzioni catare, ma sono ricostruzioni, ampiamente rimaneggiate, effettuate dalla Corona di Francia dopo il 1250 per difendere la zona dei Pirenei da possibili sconfinamenti dei regni spagnoli limitrofi.
Alla fine del XII secolo la Francia non era la compagine statale che è attualmente: numerose regioni appartenevano all'Inghilterra, la Bretagna era un reame autonomo, la Provenza faceva parte del Sacro Romano Impero Germanico. Parte delle regioni nelle quali era diffusa la lingua occitana costituiva un insieme di feudi autonomi che per alcuni decenni (fra il XII e il XIII secolo) integrarono, insieme ai territori d'Aragona, uno Stato economicamente prospero e forte, guidato dal re Pietro II d'Aragona e appoggiato dalla Santa Sede nella persona di papa Innocenzo III.
La prematura scomparsa di Pietro, caduto in battaglia nel 1213 alle porte di Tolosa dove si era schierato per difendere la Linguadoca assediata dai crociati, segnò l'apice della parabola del catarismo.
Il catarismo era diffuso anche a Firenze e nell'Italia settentrionale, dove nel '200, oltre a Treviso, aveva i suoi centri principali in Lombardia e in particolare a Concorezzo, Desenzano del Garda e Bagnolo San Vito (Mantova), ma anche a Viterbo, a Rimini ed Orvieto. Già nel 1028, l'arcivescovo di Milano catturò un'intera comunità eretica dualistica arroccatasi nelle Langhe, a Monforte d'Alba.
Nel 1198, Innocenzo III dette istruzioni al suo legato in Lombardia di far prestare giuramento agli ufficiali municipali che non avrebbero ammesso eretici alle cariche pubbliche.
A Orvieto, nel 1199, il papa inviò come podestà un giovane nobile romano, Pietro Parenzo, gradito ai cattolici; ma la comunità catara non lo accettò e lo aggredì, lo trascinò fuori dalle mura e lo picchiò a morte. I Catari erano presenti anche a Piacenza, dove, nell'anno 1230, il podestà Raimondo Zoccola fu autore di una feroce repressione contro di loro, condannandone numerosi al rogo.
La comunità catara lombarda, assediata a Sirmione, venne sterminata con un rogo collettivo nel 1278, furono 166 a essere bruciati tutti insieme nell'arena di Verona.
Il catarismo era diffuso anche nei Balcani specialmente in Bosnia e Dalmazia. Il bano Kulin, vassallo del re d'Ungheria, Emerico, si convertì al catarismo verso la fine del XII secolo. Nel 1200 papa Innocenzo III fece pressione su Emerico affinché ordinasse a Kulin di perseguitare gli eretici ed in caso di rifiuto prendesse possesso dei domini di Kulin. Benché Kulin si fosse arreso, nel 1202, ad una missione papale, il catarismo, come avrebbe in seguito riconosciuto papa Onorio III, non venne estirpato tra gli slavi del sud.

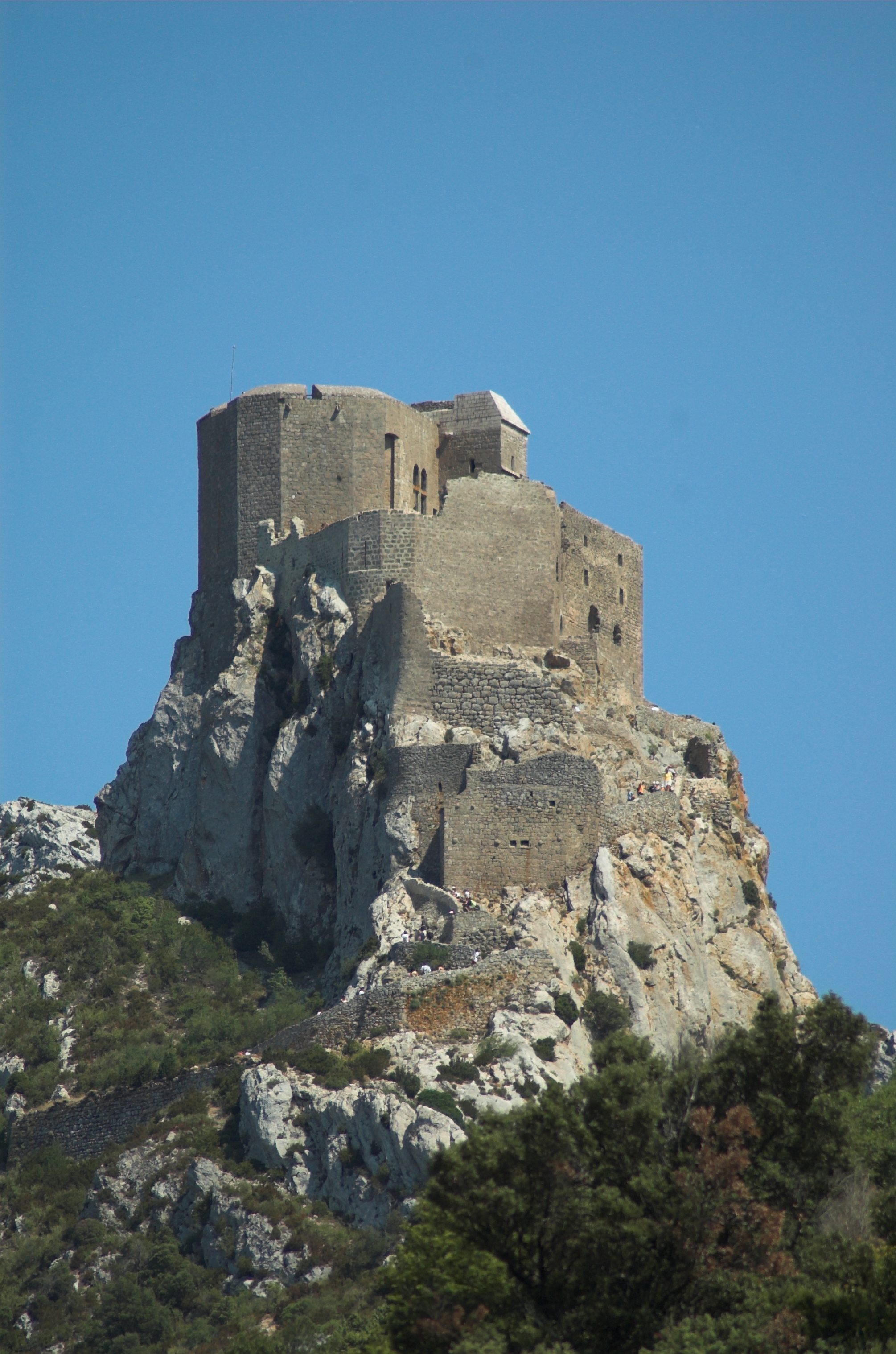
Quéribus
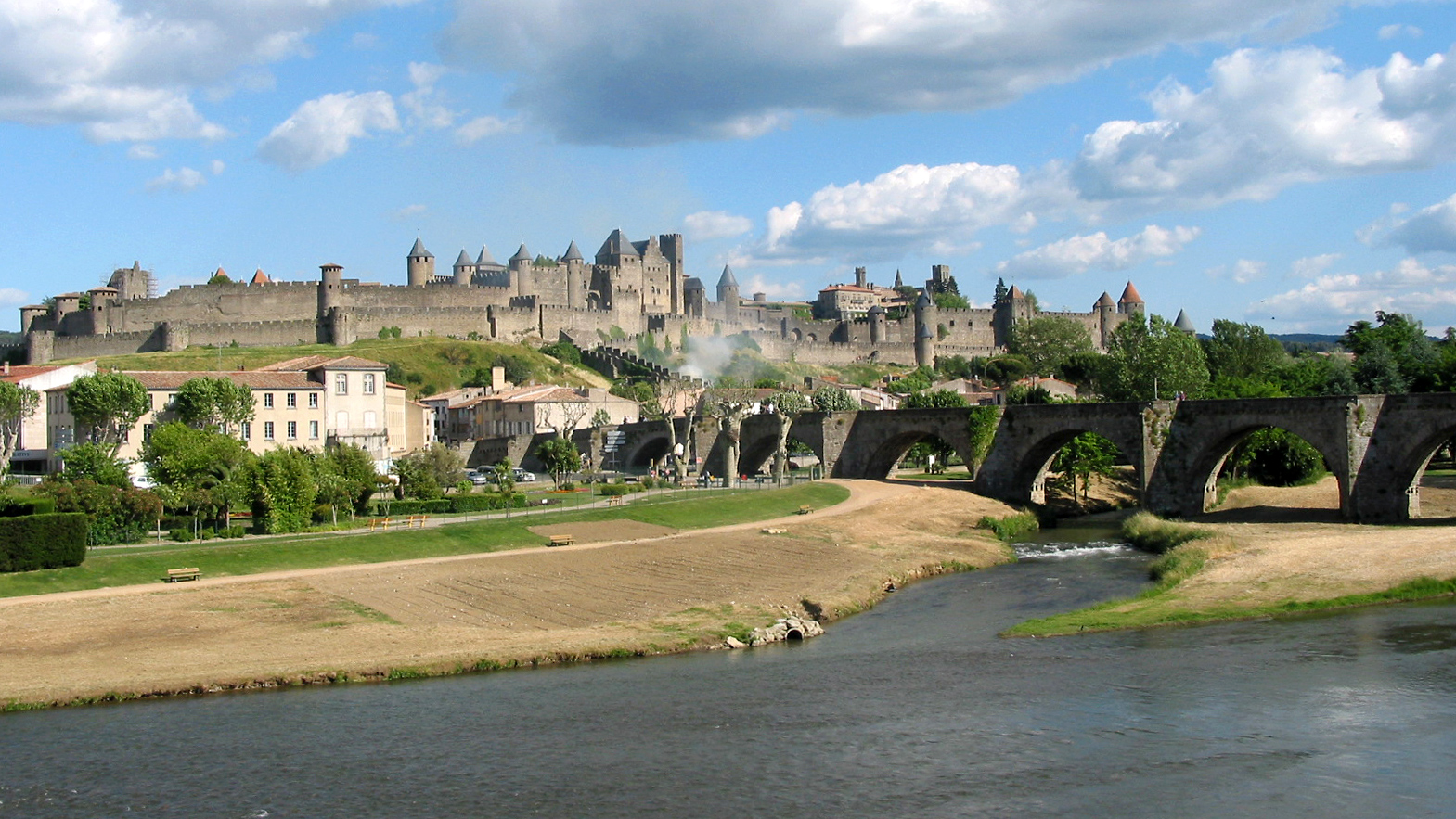
Carcassonne
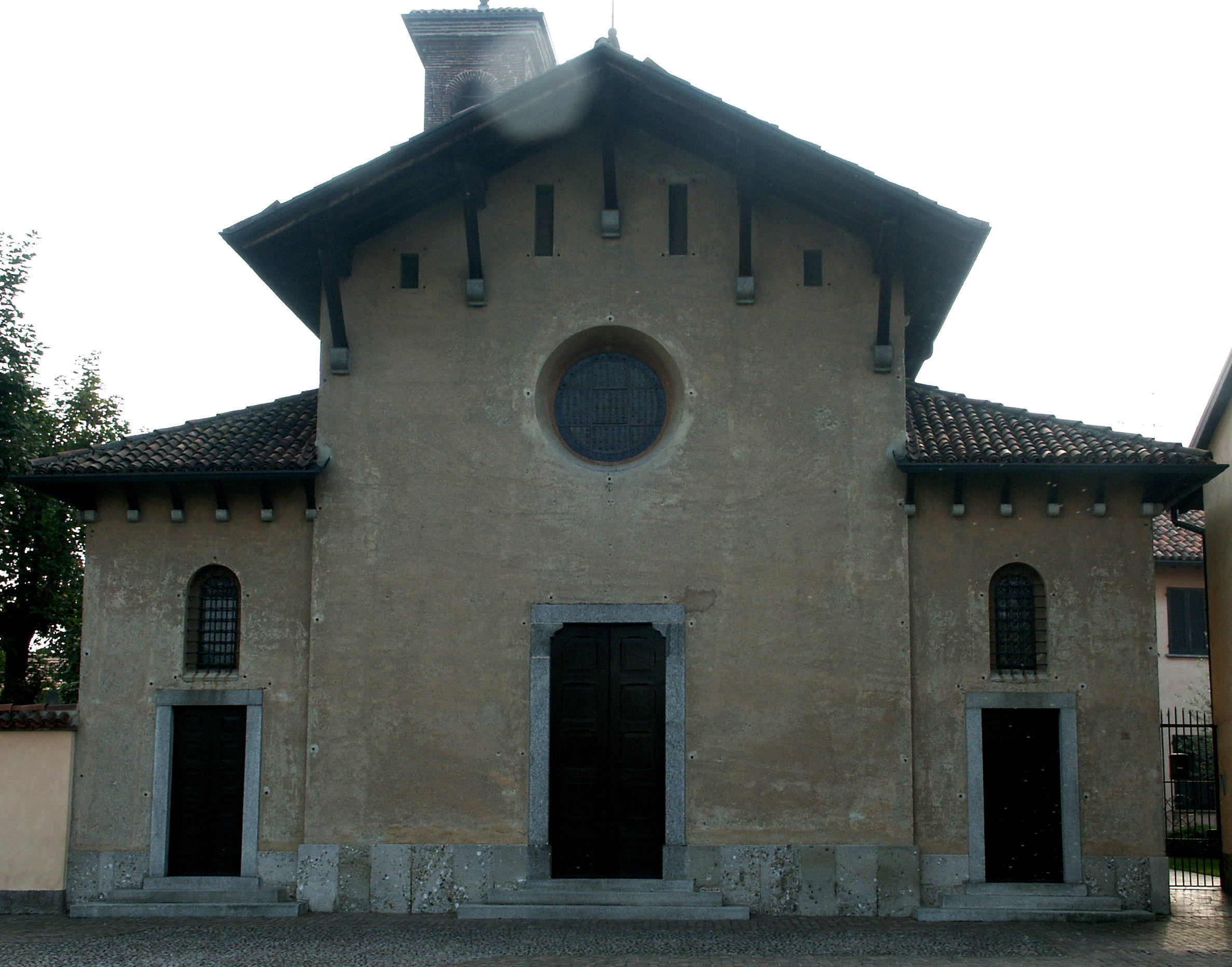
Concorezzo

## Poesia e catarismo
Come molte fonti storiche testimoniano, e come molti studiosi della poesia trovadorica e del movimento cataro scrivono, vi è una perfetta coincidenza cronologica e geografica fra la diffusione della poesia trobadorica e quella della religione catara. Ciò avviene in un'area geografica che comprende la Linguadoca, parte del Quercy, del Limosino e del Périgord, l'intera regione dei Pirenei e le terre di Minerve, dove appunto trovatori e trovatrici, sacerdotesse e sacerdoti catari, vissero nelle stesse corti, nelle stesse città.
Uno dei più conosciuti e famosi trovatori, Peire Vidal, ci racconta appunto che le più belle dame appartenenti alla società raffinata dell'amor cortese vivevano là dove l'eresia catara aveva il suo epicentro, e loro stesse erano interessate all'eresia. E possiamo parlare ad esempio del borgo di Fanjeaux che Peire Vidal descrive come un “paradiso cortese” nel suo poema Mos cors s'alegr'e s'ejau, uno dei più importanti centri dell'eresia catara. Peire Vidal lo troviamo ancora nei castelli di Lastours, a Cabaret soprattutto, dove si era innamorato follemente di Louba, là cioè dove sacerdotesse e sacerdoti catari vivevano e predicavano liberamente e dai signori di quei feudi erano protetti e aiutati nell'organizzare case di insegnamento cataro; ma esistono luoghi ancora più conosciuti in cui trovatori e catari si trovavano a percorrere le stesse strade e a frequentare gli stessi palazzi o castelli, come nelle città di Tolosa, Carcassonne, Foix. A Tolosa Raimon VI, signore della contea, uomo erudito e amante della poesia, venne persino scomunicato per la sua simpatia e protezione del movimento cataro. A volte nobiluomini ospitavano i trovatori e proteggevano i catari, e spesso accadeva a costoro che la propria figlia, o la propria madre, o ancor di più la propria moglie abbracciasse la fede catara fino al divenire essa stessa sacerdotessa: è il caso della contessa di Foix, Philippa, divenuta sacerdotessa, o quello della figlia, della madre e della moglie di Pierre Rogier de Mirepoix.
Tra i vari castelli che ospitarono trovatori di grande fama, come Vidal, Gui de Cavallion, Daniel, Peire Raimon de Tolosa, de Peguilhan, e al tempo stesso ospitarono, proteggendoli, sacerdoti catari, spiccava il castello di Puivert, il più noto dal punto di vista delle feste musicali.
Ciò che cantavano i trovatori era l'amore cortese, ossia un amore sensuale e spesso erotico, un amore sempre adulterino, non era affine in un certo senso a ciò che predicavano i sacerdoti catari, ovvero l'amore verso il Dio della Luce, il Dio Buono: i due mondi mai coincidevano ma, al tempo stesso, spesso si intrecciavano anche se, come suggerirono Simone Weil e Déodat Roché, nelle poesie trobadoriche potrebbe essere rintracciata un'ispirazione di matrice platonica, tipica di un poetare mistico e collegato alla religione catara.
Nel momento in cui la Chiesa di Roma attaccò militarmente le ricche terre dell'Occitania, non solo per distruggere l'eresia catara, ma anche per impadronirsi, insieme al regno di Francia, di quelle fertili e ricche terre, nella poesia politica, ossia nel sirventese, i due mondi letterario e religioso si incontrano quasi divenendo coincidenti. Se sono infatti pochi in realtà i trovatori che hanno abbracciato la fede catara (fra questi sicuramente Bernard Mir, Pierre Roger de Mirepoix, Guilhem de Durfort), sono invece molti quei poeti del Sud che attraverso i loro scritti si sono scagliati contro la Chiesa di Roma e contro l'invasore francese, portando avanti le stesse accuse che la Chiesa dei catari rivolgeva alla Chiesa di Roma. Fra questi trovatori vi sono poeti che già in vita furono molto famosi e molto apprezzati, come Cardenal e Montanhagol. Il primo, ad esempio, scrisse il sirventese Ab votz d'angel lengu'esperta denunciando le azioni violente e corrotte dei domenicani; il secondo ancor più duramente definì i membri del clero cattolico "assassini" e "lupi rapaci" nel suo sirventese Li clerc si fan pastor. Questo sirventese contiene parole che corrispondono esattamente al trattato originale cataro La Glesia de Dio. Quello che forse è il sirventese più duro mai scritto contro la Chiesa di Roma e di cui ancora nei libri dell'Inquisizione si parla fu D'un sirventes far en est son que m'agenssa, scritto da Guilhem Figueira: nel verbale di un processo per eresia del 1274 si legge che un mercante di Tolosa di nome Raimon Baranhon fu capace di recitare a memoria la prima strofa di tale componimento.
Cadenet, il trovatore di origine provenzale, visse nella casa di uno dei grandi vassalli del conte Raimon di Tolosa, ossia il nobile Guilham de Lanta, la cui famiglia è conosciuta nella storia occitana come una delle più note e attive facenti parte del movimento cataro; una famiglia anche nota poiché molti dei suoi componenti, soprattutto di sesso femminile, finirono la loro vita sui roghi innalzati dall'Inquisizione. Oppure il poeta Raimon de Miraval, cavaliere e piccolo feudatario delle terre del Carcassès, faceva parte della nobiltà occitana, largamente compromessa nel sostegno e nella protezione del movimento cataro; la medesima società che finanziava e ospita i trovatori, che organizzava feste e commissionava ai poeti canzoni d'amore per segrete amanti. E come si afferma nella prima parte della Canzone della crociata scritta dal chierico cattolico Guilhem de Tudela (assolutamente convinto della necessità di sterminare i catari), anche i nobili e i signori dell'Occitania sono coinvolti loro malgrado nella lotta contro gli eretici. Non sono quindi solo i catari a subire il ferro e fuoco del nemico francese e cattolico, ma anche tutti quei feudi e quelle città dove in piena libertà pochi anni prima i catari predicavano, i trovatori cantavano storie d'amore, gli ebrei insegnavano nelle università, i musulmani lavoravano in pace e le donne erano libere di partecipare anche a discussioni di carattere politico, o scegliere persino il proprio stile di vita e il proprio amante. Una simile società dei feudi e dei liberi comuni, che per alcuni aspetti è stata definita pre-rinascimentale, una volta sottoposta a più di 15 anni di guerre, a molti più anni di terribile Inquisizione, a roghi, torture, imprigionamenti, e ad altre atrocità, vide in breve tempo spegnersi il fior fiore del movimento trobadorico, dato che nessuna libertà era più concessa, come quella di cantare amori adulterini, o di spendere denaro per la bellezza, venendo questo impiegato per le armi e la difesa.

## Riferimenti letterari
- Nella novella L'eresia catara di Luigi Pirandello, il protagonista è un professore universitario di storia delle religioni che dopo aver pubblicato uno studio sul catarismo viene duramente contestato e cerca pertanto di prendersi una rivincita.
- Lo scrittore statunitense Glenn Cooper dedica alle vicende dei catari un ruolo preminente nel romanzo L'ultimo conclave, pubblicato nel 2024, dove un gruppo di persone, guidate da una vera discendente di una superstite del massacro di Béziers, rapisce i cardinali riuniti in conclave.[31]
- Il romanzo storico Il Libro Segreto di Jordan Viach, di Daniele Garella (membro del Centre d’Étude Cathares di Carcassonne) è ambientato nel XIII secolo, durante le crociate bandite da Papato e Regno di Francia contro la Chiesa dei Catari e i territori dell’Occitania, un periodo drammatico e poco noto, ricostruito con rigore e precisione storica: date, luoghi, eventi e figure reali sono ricostruiti con precisione storica. Solo il protagonista, Jordan Viach, è frutto della fantasia dell’autore. Viach, un “Siddharta medievale”, attraversa quel tempo oscuro con uno sguardo interiore, spirituale, iniziatico ed è testimone della tragica sorte del Catarismo, un’eresia brutalmente repressa.[32]

### In francese
- Aurell, Martin. Les Cathares devant l'histoire, Cahors: Hydre Éditions, 2005, ISBN 2-913703-57-7.
- Berlioz, Jacques. Tuez-les tous Dieu reconnaîtra les siens: le massacre de Béziers et la croisade des Albigeois vus par Césaire de Heisterbach, Toulouse: 1994.
- Jean-Louis Biget, Hérésie et inquisition dans le midi de la France, Paris: Picard (Les médiévistes français), 2007 online.
- Bordes, Richard. Cathares et Vaudois en Périgord, Quercy et Agenais, Cahors: Hydre Éditions, 2005, ISBN 2-913703-30-5.
- Brenon, Anne. Les Archipels Cathares.
- Brenon, Anne. Petit Précis de Catharisme, Loubatières, 1996.
- Brenon, Anne. Les Cathares. Pauvres du Christ ou apôtres de satan?, Paris: Gallimard.
- Brenon, Anne. I Catari, storia e destino dei veri credenti (Le vrai visage du Catharisme), Convivio, Firenze, 1990, ISBN 88-404-3809-2
- Brenon, Anne. Les femmes cathares, Perrin, 1992.
- Brenon, Anne, Heresie, Courtoisie et Poésie: a la recherche de traces de catharisme dans la litterature occitane du Moyen Age, in AA. VV. Trobadours et Cathares en Occitanie médiévale; atti del Convegno di Chancelade, 24 e 25 agosto 2002, pp. 61–79.
- Uwe Brunn, Des contestataires aux « cathares » : Discours de réforme et propagande antihérétique dans les pays du Rhin et de la Meuse avant l'Inquisition, Paris, Institut d'études augustiniennes, 2006.
- Duvernoy, Jean. Le Catharisme. La religion, 1976.
- Duvernoy, Jean. Le Catharisme. L'histoire, 1979.
- Duvernoy, Jean. Cathares, Vaudois et Béguins. Dissidents du pays d'Oc, Editions Privat, 1994.
- Nelli, René. La vie quotidienne des Cathares du Languedoc au XIII siècle, Paris: Hachette, 1969.
- Mark G. Pegg, "Innocent III, les 'Pestilentiels Provençaux' et le paradigme épuisé du catharisme", in Innocent III et le Midi. Cahiers de Fanjeaux 50, 2015, p. 277-307, online.
- Roquebert, Michel. L'épopée cathare. Les Cathares après la chute de Montségur, Perrin.
- Roquebert, Michel. la societé cathare, e La femme occitane au carrefour de l'hereise et de l'amour courtois, in L'épopée cathare, Privat Tolosa, 1977, pp. 95–125.
- Théry, Julien. « L'Hérésie des bons hommes. Comment nommer la dissidence religieuse non vaudoise ni béguine en Languedoc ? (XIIe-début du XIVe s. », dans Heresis 36-37 (2002), p. 75-117, disponible en ligne.
- Théry, Julien. "Les albigeois étaient-ils cathares ?", Midi-Pyrénées Patrimoine, 3, 2005, p.48-52, online.
- Théry, Julien. « Vie et mort d'une résistance. Le dernier siècle de l'hérésie des bons hommes en albigeois (1229-v. 1330) », dans Midi-Pyrénées Patrimoine, 3, 2005, p.44-53, online.
- Théry, Julien. « Les « Cathares », une histoire qui blesse », dans Midi-Pyrénées Patrimoine, 3, 2005, p.84-85, online.
- Théry, Julien. « Les hérésies, du XIIe au début du XIVe siècle », dans Structures et dynamiques de la vie religieuse en Occident (1179-1449), sous la dir. de Marie-Madeleine de Cevins et Jean-Michel Matz, Rennes : PUR, 2010, p.373-386, disponible en ligne.
- Zambon Francesco, Le Sirventés contre Rome di Guilhem Figueiras, in AA. VV. Troubadours et Cathares en Occitanie médiévale; atti del Convegno di Chancelade, 24 e 25 agosto 2002, pp. 87–99.

### In inglese
- Malcolm Barber, The Cathars. Dualist Heretics in Languedoc in the Middle Ages, Harlow, Pearson Education, 2000.
- Michael Lambert, Medieval Heresy, Oxford, 1992.
- Robert I. Moore, The War on Heresy. Faith and Power in Medieval Europe, Londra, Profile Boooks, 2012. Traduzione spagnola 2014. Traduzione francese (edizione rivista dall'autore) 2017.
- Mark G. Pegg, The Corruption of Angels. The Great Inquisition of 1246-1247, Princeton, 2001.
- Julien Théry-Astruc, « The Heretical Dissidence of the ‘Good Men’ in the Albigeois (1276-1329) : Localism and Resistance to Roman Clericalism », dans « Cathars in Question », éd. Antonio Sennis, York Medieval Press, 2016, p. 79-111, online.

### In italiano
- Berretta Roberto, Il Catarismo, Via mistica del Cristianesimo, Centro Studi Catari Occitani, 2018.
- Bonoldi Gattermayer, Elena. Il processo agli ultimi catari. Inquisitori, confessioni, storie, Milano: Jaca Book, 2011.
- Bueno, Irene, Le eresie medievali, Rome, Ediesse, 2013.
- Garella, Daniele, Il Libro Segreto di Jordan Viach, Stella Mattutina Edizioni, Firenze, 2016.
- Garofani, Barbara, Le eresie medievali, Roma, Carocci, 2008.
- Lopane, Paolo, I Catari. Dai roghi di Colonia all'eccidio di Montségur, Besa, 2011.
- Manselli, Raoul, L'eresia del male, Morano, Napoli 1963.
- Mason Marco, "Eretgia", La crociata contro gli albigesi tra storia, epica e lirica trobadorica, Il Cerchio, Rimini, 2014.
- Moiraghi, Mario, Il primo inquisitore. Sulle tracce di Raniero da Ponza, Ancora, Milano - 2007.
- Sabbadini Vittorio, Gli eretici sul lago: storia dei catari bagnolesi, Relapsus, 2015, ISBN 978-88-99096-41-0.
- Tuberville, A. S. Le eresie e l'Inquisizione nel medioevo: 1000-1305 ca. in Storia del mondo medievale, vol. V, 1999, pp. 568–598.
- Weis, René, Gli ultimi catari. La repressione di un'eresia. Montaillou, 1290-1329, Milano: Mondadori, 2002.
- Babic Petar, Il catarismo in Bosnia e le attività anticlericali e riformiste dei Papi da Innocenzo III a Giovanni XXIII (1199-1334), Roma, 1996

### In tedesco
- Matthias Benad: Domus und Religion in Montaillou. Tübingen 1990.
- Gerhard Rottenwöhrer: Der Katharismus. 4 Bände, Bock & Herchen, Bad Honnef 1982f., ISBN 3-88347-103-8.
- Rahn, Otto. Der Kreuzzug gegen den Gral. Die Geschichte der Albigenser, Arun: 2002, ISBN 3-927940-71-2
- Gerd Schwerhoff: Die Inquisition: Ketzerverfolgung in Mittelalter und Neuzeit. C.H. Beck, München 2004, ISBN 3-406-50840-5.